# Szajchizm
Szajchizm (lub Szajkizm) – mistyczny nurt imamizmu założony formalnie w 1824 roku przez szejka Ahmada-i Ahsa'i.

## Historia ruchu
Początki ruchu są jednak dużo wcześniejsze. Wpisuje się on w ponad stuletnią tradycję podobnych poglądów o charakterze mahdystycznym, eschatologicznym i apokaliptycznym. Szajchizm zakładał, że zawsze na świecie istnieje osoba mająca kontakt z dwunastym imamem, za pomocą której udziela on wskazówek ludzkości. Tę funkcję miał pełnić Ahmad-i Ahsa'i oraz jego następcy. Ruch miał charakter mistyczny i zakładał, że każdy ma (w różnym jednak stopniu) kontakt z Bogiem i prawdą poprzez daną mu możliwość odczuwania świata duchowego. Po śmierci założyciela (w 1826) ruchem kierował Kazim Raszti, który z kolei zmarł w 1843 roku nie pozostawiając wskazówek co do osoby następnego lidera. Szajchizm podzielił się więc na 4 główne grupy uznające innych przywódców. Liderami tych ugrupowań byli:
- Siyyid `Alí Muḥammad Shírází
- Hadżi Mohammed Karim Chan Kirmani
- Shafee Tabrizi
- Mirza Tahir Haqaq-e-Isfahani

Mírzá 'Alí-Muhammad Shírází (Báb) ogłosił się w 1844 roku mahdim, a wielu szajchistów przeszło na babizm. Mniejsza część ruchu pod przywództwem Karima Chana Kirmaniego odrzuciła Baba jako mahdiego. Znaczna część szajchistów niebędących liderami grupy pozostała przez pewien okres niezdecydowana. Ruch szajchistów niemal całkowicie zanikł po około 50 latach działalności, zbliżając się do głównego nurtu imamizmu oraz tracąc wyznawców na rzecz babizmu i bahaizmu. W XX wieku szajchizm powoli odnawiał się pod przywództwem następców Karima Chana Kirmaniego i obecnie jest uznawany za jeden z 3 głównych ruchów wewnątrz imamizmu – obok usulizmu i achbaryzmu. Ze względu na prawno-teologiczna bliskość do usulitów czasem jest jednak klasyfikowany jako ich podgrupa, mimo licznych historycznych sporów pomiędzy oboma odłamami imamizmu. Szajchizm ma również wpływ na mahdyjskie ruchy w łonie usulitów. Najwięcej szajchistów żyje obecnie w Iraku i Iranie. Ich liczbę szacuje się na kilkadziesiąt tysięcy.